# حلوة (غيزانية)
حلوة (بالفارسية: حلوه) هي قرية وتقع في إيران في قسم غيزانية الريفي. يقدر عدد سكانها بـ 48 نسمة بحسب إحصاء 2016.